# Європейський день парків
Європейський День Парків (англ. European Day of Parks) — день міжнародної консолідації в справі охорони природних територій. Святкується по всій Європі щорічно 24 травня. Святкування започатковано за ініціативи Федерації Європарк (EUROPARK Federation) — європейської організації, яка об'єднує природні території, що охороняються, в тридцяти шести європейських країнах. Перший раз був проведений в 1999 році. Зараз на території Європи нараховують понад три сотні Національних парків.

## День святкування
День 24 травня для святкування був обраний не випадково — 24 травня 1909 у Швеції було створено перший з дев'яти Європейських Національних Парків.

## Мета проведення
Метою проведення Європейського Дня Парків є підвищенні значущості парків і заповідних територій Європи, суспільна підтримка їх роботи та розробка заходів щодо їх збереження. У цей день на території та навколо заповідників проводяться численні заходи, присвячені захисту та збереженню природної краси Європи.

## Найкращі Національні парки Європи
Серед 20 найкращих Національних парків Європи наступні: Плитвицькі озера (Хорватія); Саксонська Швейцарія (Німеччина); Лох-Ломонд і Троссакс (Англія); Швейцарський Національний парк; Чинкве Терре (Італія); Оуланка (Фінляндія); Парк Тріглав (Словенія); Доломіти Беллуно (Італія); Національний парк Піренеї (Франція); Ордеса-і-Монте-Пердідо (Франція); Національний морський парк Алонісос (Греція); Ватнайокутль (Ісландія); Баварський ліс (Германія); Сноудонія в Уельсі (Англія); Дурмітор (Чорногорія); Сарек (Швеція); Пік-Дістрікт (Англія); Високий Тауерн (Австрія); Парк Екрен (Франція); Гєреме (Каппадокія) (Туреччина).

## Теми проведення Європейського Дня Парків
Щороку для проведення Європейського Дня Парків обирається певна тема.
Так, у 2009 році гаслом свята став вислів: «Молодь — майбутнє наших парків», а у 2010 році організатори обрали тему біологічного різноманіття (2010 рік був оголошений Генасамблеєю ООН міжнародним роком біорізноманіття). У 2011 році девізом став заклик: «Добровольці, природа потребує вас». А у 2013 році свято було присвячене 40-річчю Федерації Європарк. У 2014 році до 100-річчя початку Першої світової війни девізом були обрані слова: «Парки для природи. Парки для добробуту. Парки світу». Слоган 2016 року — «Смак природи».
Девіз 2021 року — «Парки: Наступне покоління».